# I for You
I for You – jedenasty singel japońskiego zespołu Luna Sea, który został wydany 1 lipca 1998 roku. Zajął 2 miejsce na liście przebojów Oricon Singles Chart. Piosenka „I for You” została wykorzystana w dramie „Kamisama mousukoshi dake” jako motyw przewodni.
Utwór „I for You” zdobył nagrodę za najlepszą piosenkę w dramie podczas Television Drama Academy Awards (lipiec-wrzesień) w 1998 roku.

## Lista utworów
CD
| 1. | I for You          | 5:29  |
|    | Kompozycja: Sugizo |       |
| 2. | With               | 5:55  |
|    | Kompozycja: Inoran |       |
|    |                    | 11:24 |
|    |                    |       |